# Marcelino Escalada Baldez
Marcelino Teófilo Escalada Baldez (Santo Domingo Soriano, Uruguay, 22 de julio de 1837-Ciudad de Buenos Aires, 18 de mayo de 1918) fue un empresario, financista y periodista uruguayo, fundador de la villa Marcelino Escalada, en la provincia de Santa Fe, República Argentina.

## Biografía

### Familia
Nació en Santo Domingo de Soriano (en la actualidad conocida como Villa Soriano), Uruguay, durante el exilio de sus padres por la persecución rosista, el 22 de julio de 1837, hijo de Eulalia Baldez y Brun y de José Marcelino de Escalada y Gadea. Su madre era hija de Rita Ignacia de Brun y de Francisco Manoel Baldez, concuñado de Juan Manuel de Rosas. 

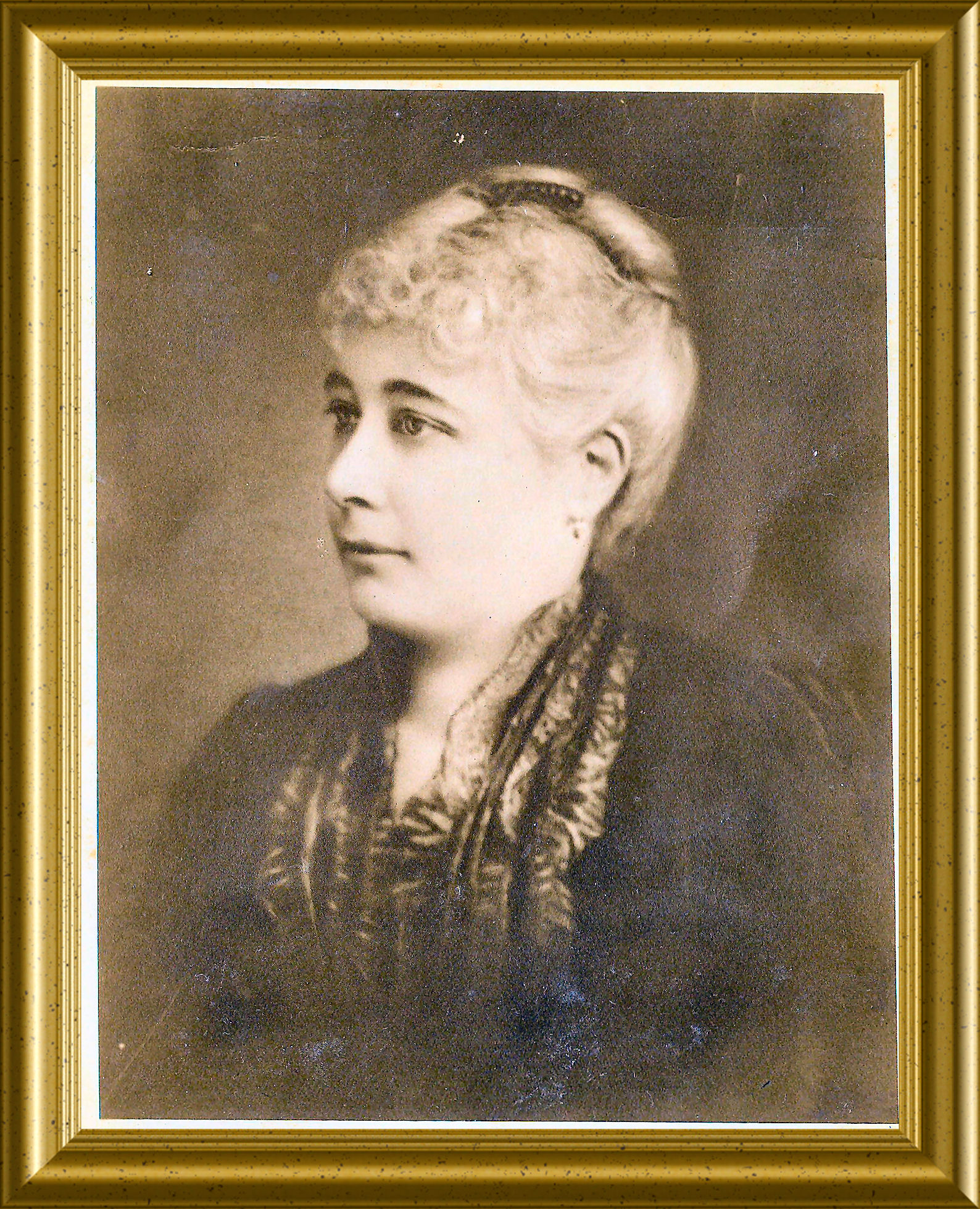
Da. Lastenia Pujol (1845-1916), esposa de Marcelino Escalada Baldez

Casó el 6 de marzo de 1861 con Lastenia Pujol (Mercedes, Uruguay, 21 de mayo de 1845-Buenos Aires, Argentina, 26 de noviembre de 1916), hija de Eduviges González Cordero y Miguel Pujol. Padres de Lastenia, Marcelino, Florencio, Miguel, Corina y Eulalia Escalada Pujol.

### Periodista

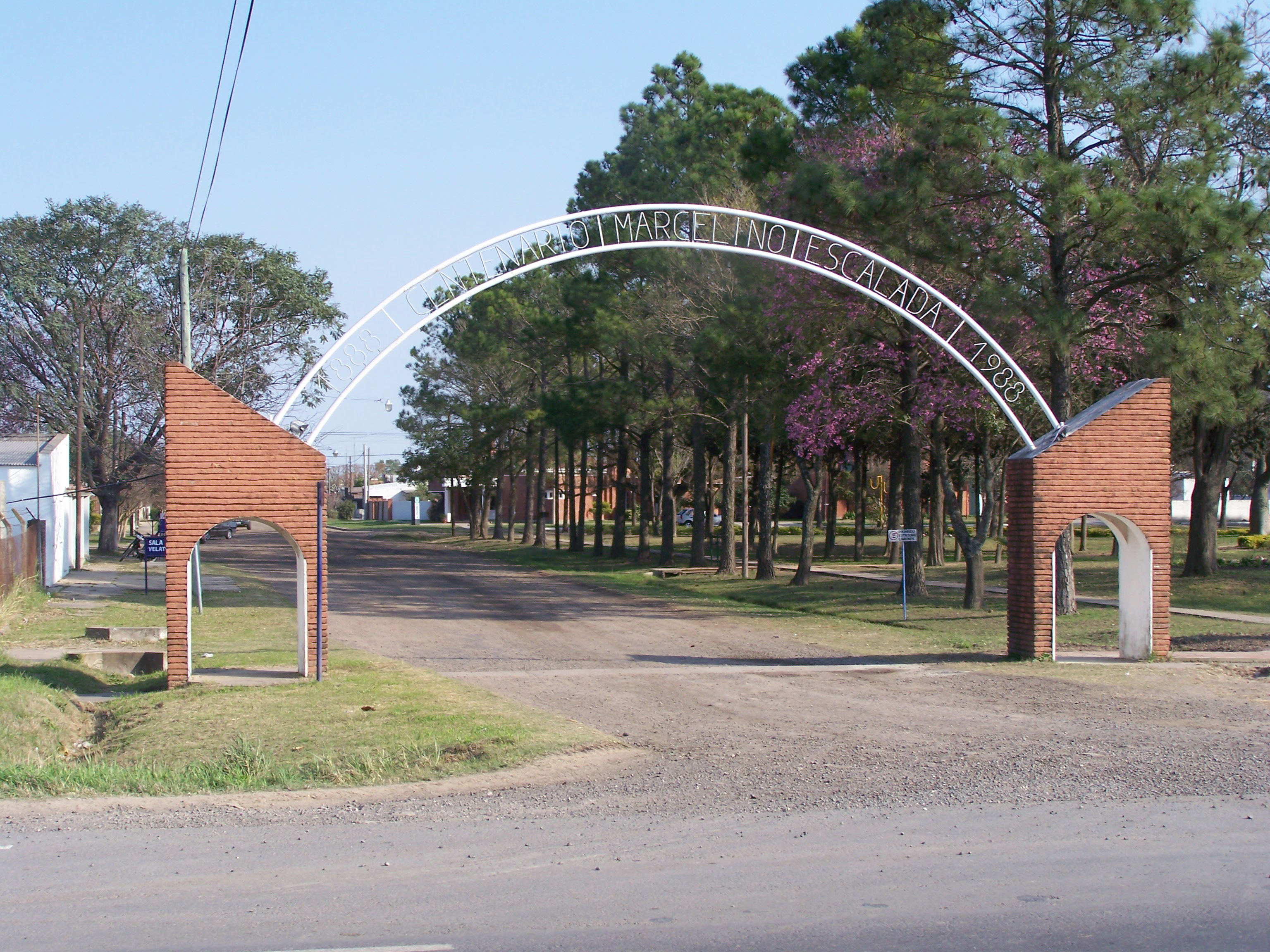
Arco conmemorativo del centenario de la fundación de villa Marcelino Escalada (1888-1988), en el Departamento San Justo, provincia de Santa Fe.

Incursionó en el periodismo, siendo cofundador de dos periódicos de Gualeguaychú: "La Esperanza de Entre Ríos" en 1858 y "La Democracia" en 1863.

### Proveedor del Ejército Nacional
Importante financista, fue tesorero del general Urquiza en 1865 en el campamento de Toledo. Luego, proveedor de los generales Mitre y Roca en las campañas del Paraguay y del Desierto, respectivamente. 
Como consecuencia de ello, recibió enormes extensiones de tierra en la provincia de Santa Fe, entre los ríos Saladillo Dulce y Saladillo Amargo, que según sus vecinos ocupaban “desde donde sale el sol hasta donde entra”. Con su socio Benito Ramayón procedieron a desmontar y cultivar miles de hectáreas, que luego dividieron entre ambos.

### Villa "Marcelino Escalada"
Escalada confeccionó planos de subdivisión para colonizar la zona, y comenzaron a llegar contratistas que ocuparon las parcelas. En honor a su esposa, llamó al poblado "Lastenia Pujol". Pero cuando llegó el ferrocarril, nombraron la estación "Marcelino Escalada" en reconocimiento al progresista colonizador, denominación que es la que finalmente tomó la villa y es la que persiste hasta la actualidad.
La estación fue habilitada en mayo de 1889, en el trayecto del ramal F del ferrocarril Belgrano que unía Santa Fe con Resistencia.

### Fábrica de papel "La Argentina"
Destacado hombre de negocios, fundó en 1884 en Zárate con su hermano, Mariano Vicente de Escalada y con Ángel de Estrada la primera gran fábrica de papel del país, "La Argentina". Produjo inicialmente papel para embalaje y desde 1891, papel para diarios.